# BNP Paribas Open 2020
El Masters d'Indian Wells 2020, conegut oficialment com a BNP Paribas Open 2020 fou un esdeveniment tennístic disputat sobre pista dura que pertany a les sèries ATP World Tour Masters 1000 en categoria masculina i WTA Premier Mandatory Tournaments en categoria femenina. La 45a edició del torneig s'havia de celebrar entre el 9 i el 22 de març de 2020 a l'Indian Wells Tennis Garden d'Indian Wells, Califòrnia, Estats Units, però fou cancel·lat per l'emergència sanitària pública en confirmar-se el primer cas de COVID-19 a la vall de Coachella.